# ویدلبری
ویدلبری (به انگلیسی: Whittlebury) یک روستا و محله مدنی در بریتانیا است که در South Northamptonshire واقع شده‌است. ویدلبری ۵۸۹ نفر جمعیت دارد.